# Linguinha x Mr. Yes
Linguinha x Mr. Yes foi um seriado infanto-juvenil exibido pela Rede Globo entre 11 de outubro de 1971 e abril de 1972. O programa foi dirigido por João Loredo e tinha Arnaud Rodrigues como redator.
O humorista Chico Anysio interpreta o personagem principal, Linguinha, numa história que narra suas aventuras contra o seu grande inimigo Mr. Yes (Luiz Delfino). Linguinha, por sua vez, adquiria super poderes colocando a língua para fora e sempre dava bons exemplos para os telespectadores. O seriado obteve boas audiências para a emissora e o personagem Linguinha se tornou um ícone para as crianças da época.

## Produção
O seriado foi dirigido por João Loredo e tinha Arnaud Rodrigues como redator. A produção, por sua vez, gastava elevadas quantidades de gelo seco para produzir a fumaça do vilão Mr. Yes, que era caracterizado como poluidor. O laboratório deste também exigia muito trabalho da cenografia, que abastecia o cenário com equipamentos sofisticados.

## Enredo
Harry Carey do Nascimento, apelidado de Linguinha, era um jovem que se transformava em super-herói colocando a língua para fora. No entanto, seus métodos para combater os vilões eram atípicos: ele não brigava ou usava armas e também não saia de casa sem tomar banho ou escovar os dentes. Os vilões usavam bigodes, uma característica do seriado para auxiliar os telespectadores. O principal vilão do seriado era Mr. Yes, um poluidor.

## Exibição
Os episódios de Linguinha x Mr. Yes duravam cerca de oito minutos e eram exibidos de segunda a sexta, após o Jornal Nacional. Em São Paulo, os seis episódios semanais eram reprisados aos sábados. O seriado estreou em 11 de outubro de 1971 e foi finalizado em abril de 1972.

## Elenco
- Chico Anysio como Linguinha e Lingote.[4]
- Luiz Delfino como Mr. Yes.[4]
- Iran Lima como chefe dos Marajoaras.[4]
- Grande Otelo como Cassius Ali (Moahamed Clay).[4]
- Jorge Loredo como Monótonus.[4]
- Nizo Neto como Careta.[4]

## Repercussão
O seriado foi sucesso de audiência na grade da Rede Globo, e o personagem se tornou um ícone entre as criança da década de 1970 que imitavam o gesto de colocar a língua para fora nas brincadeiras de colégio. Já a trilha sonora também fez sucesso e rendeu dois lançamentos pela Som Livre, o primeiro em 1971 e o segundo em 2006.